# Вольфах
Вольфах (нім. Wolfach) — громада в Німеччині, знаходиться в землі Баден-Вюртемберг. Підпорядковується адміністративному округу Фрайбург. Входить до складу району Ортенау.
Площа — 67,99 км2. Населення становить 5760 ос. (станом на 31 грудня 2020).

## Історія
Вперше Вольфах згадується у 1084 році як Вольфаха, і протягом Високого та раннього Пізнього Середньовіччя мав багато різних назв, включаючи Wolphaa, Wolua, Wolfacha, Wolva, Wolfach inferius, Wolva, Wolvahe та Wolffach.

### Античність та раннє середньовіччя
Про Вольфах до 1000 року відомо дуже мало, і, ймовірно, тут не було великих поселень. За часів імператора Веспасіана Римська імперія, можливо, побудувала торговельну та військову дорогу з Оффенбурга до Ротвайля, яка проходила поблизу міста близько 73 року н.е.

### Заснування міста у Високому Середньовіччі
Точний вік Вольфаха невідомий. Вважається, що шляхетна родина де Вольфаха жила в Руїнах Вольфаха, замку на вершині пагорба, що лежав на північ від центру міста і був побудований наприкінці 11 століття.
До 14 століття мешканці Вольфаха отримали багато громадянських свобод, зокрема, право на проведення ринків. Це дозволило місту зростати в розмірах і кількості населення.

### Сплав лісу
Вже у 15 столітті торгівля деревиною була важливим джерелом доходу для Вольфаха через його розташування у Шварцвальді. Торгівля деревиною підтримувалася сплавом лісу, який дозволяв дешево і легко доставляти деревину аж до Страсбурга.
Сплав лісу тривав до кінця 19-го століття, коли швидші та ефективніші залізниці зробили цю практику застарілою. У 1984 році для збереження традиції сплаву лісу було створено Асоціацію рафтерів Вольфах-Кінціг (нім. Wolfacher Kinzigflößer). Раз на два роки проводиться фестиваль, на якому будують плоти і сплавляють їх по річці, щоб відсвяткувати історію рафтингу в місті.

### Руйнування від пожеж
Великі пожежі змусили перебудувати багато будівель у центрі міста та прилеглих передмістях. Остання велика пожежа сталася у 1892 році, під час якої згоріла стара ратуша, школа та дві сусідні будівлі. Ратуша була відбудована у 1892/93 роках у стилі неоренесансу.

## Галерея

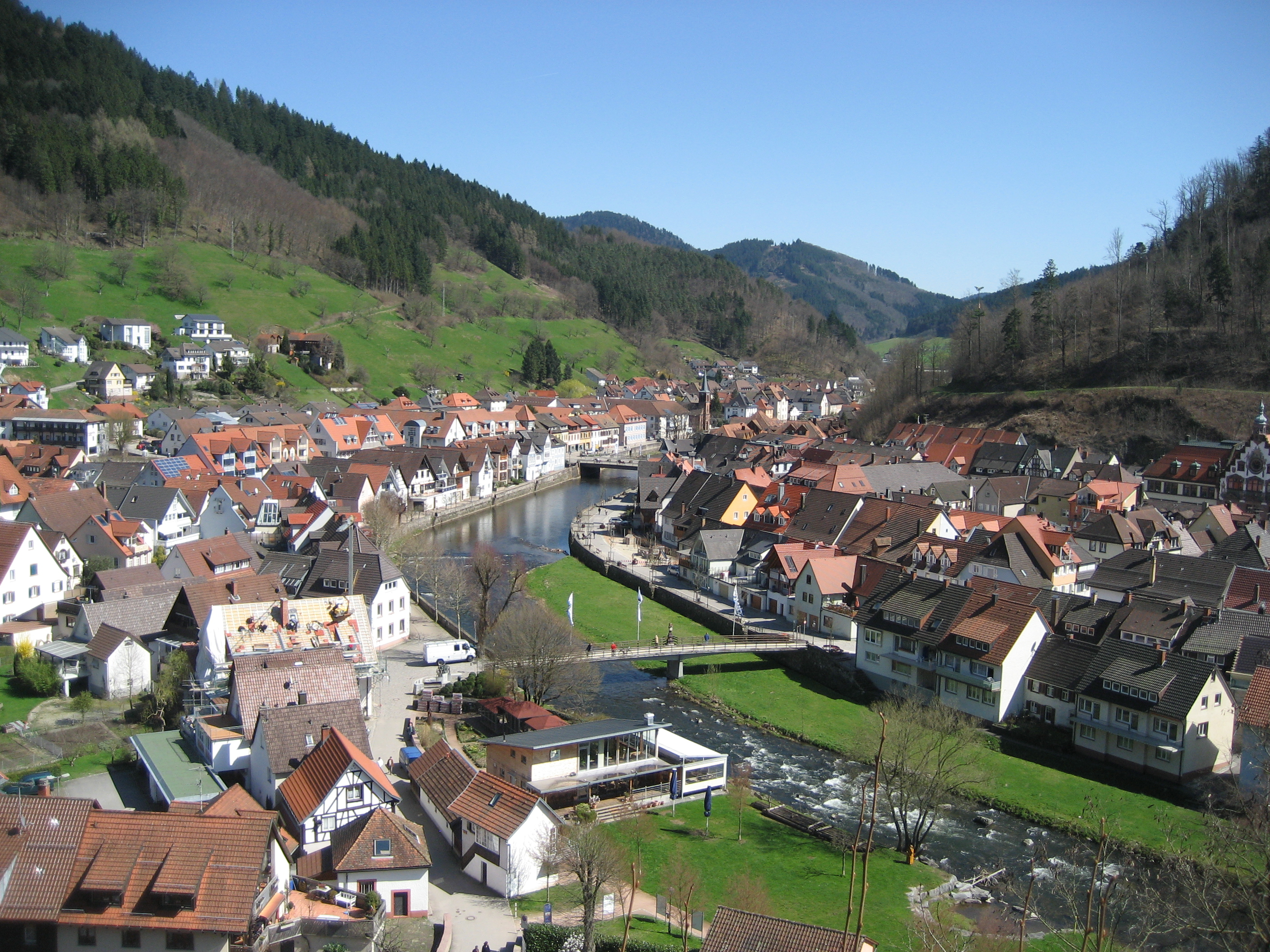
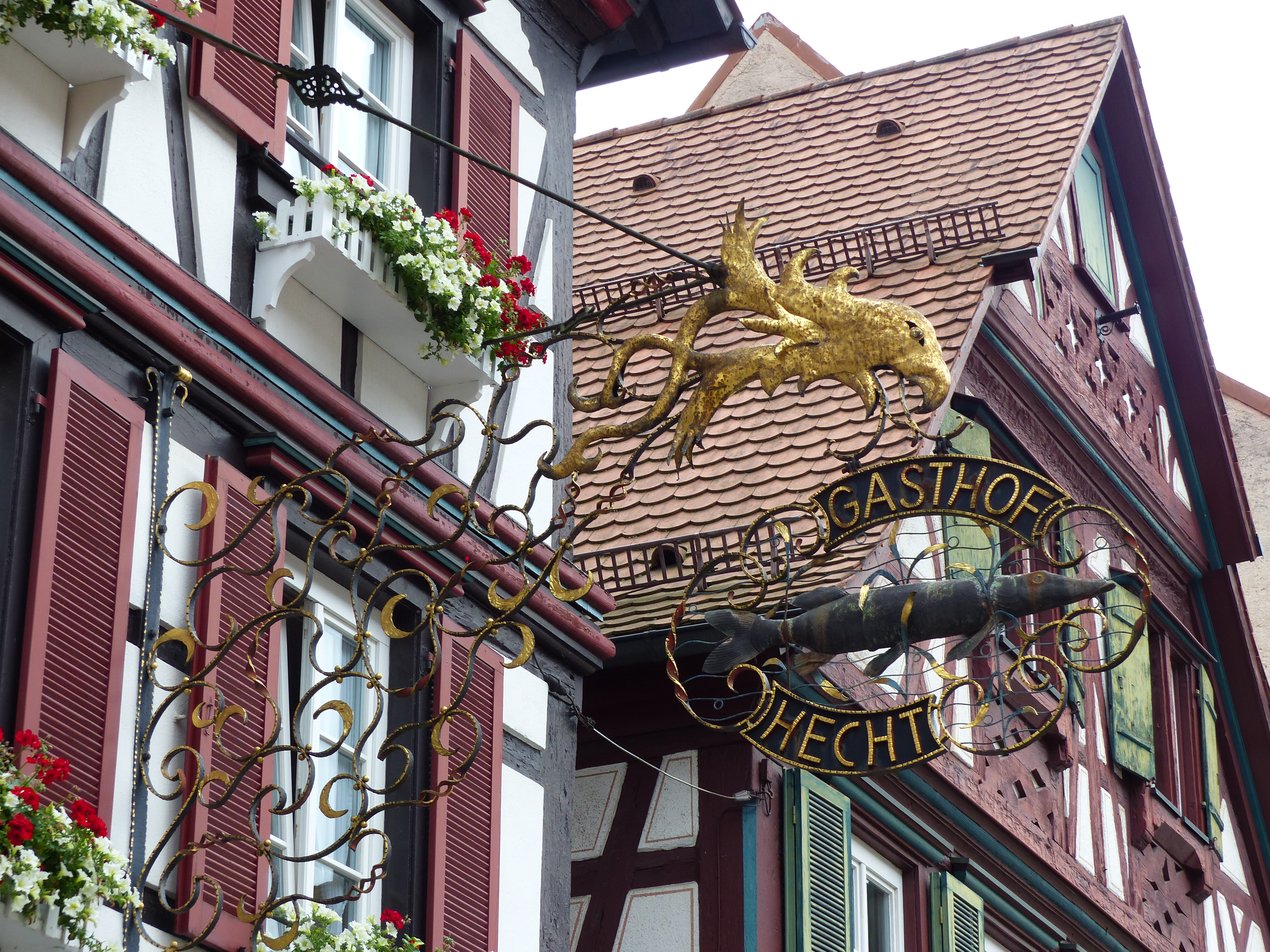
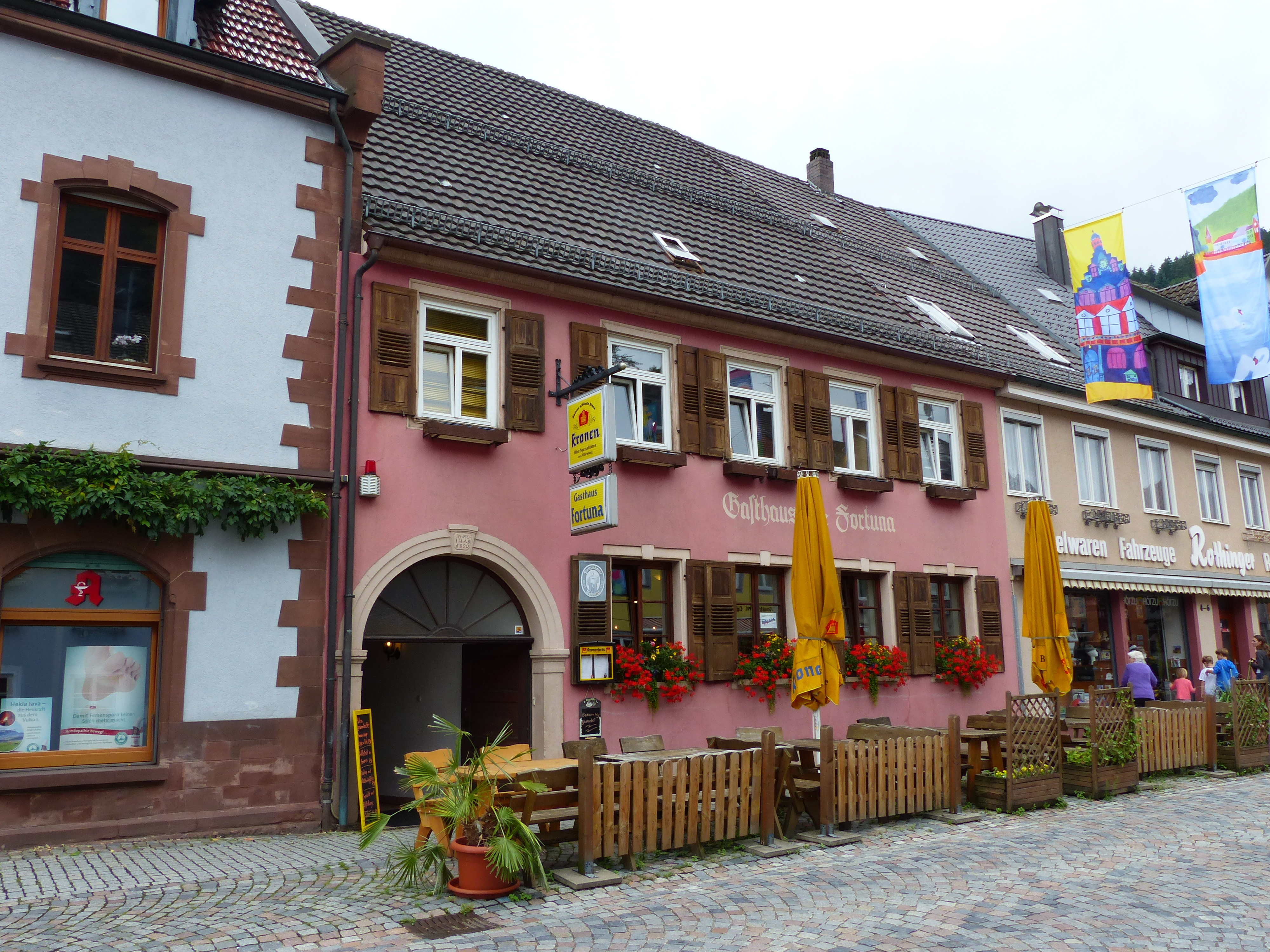
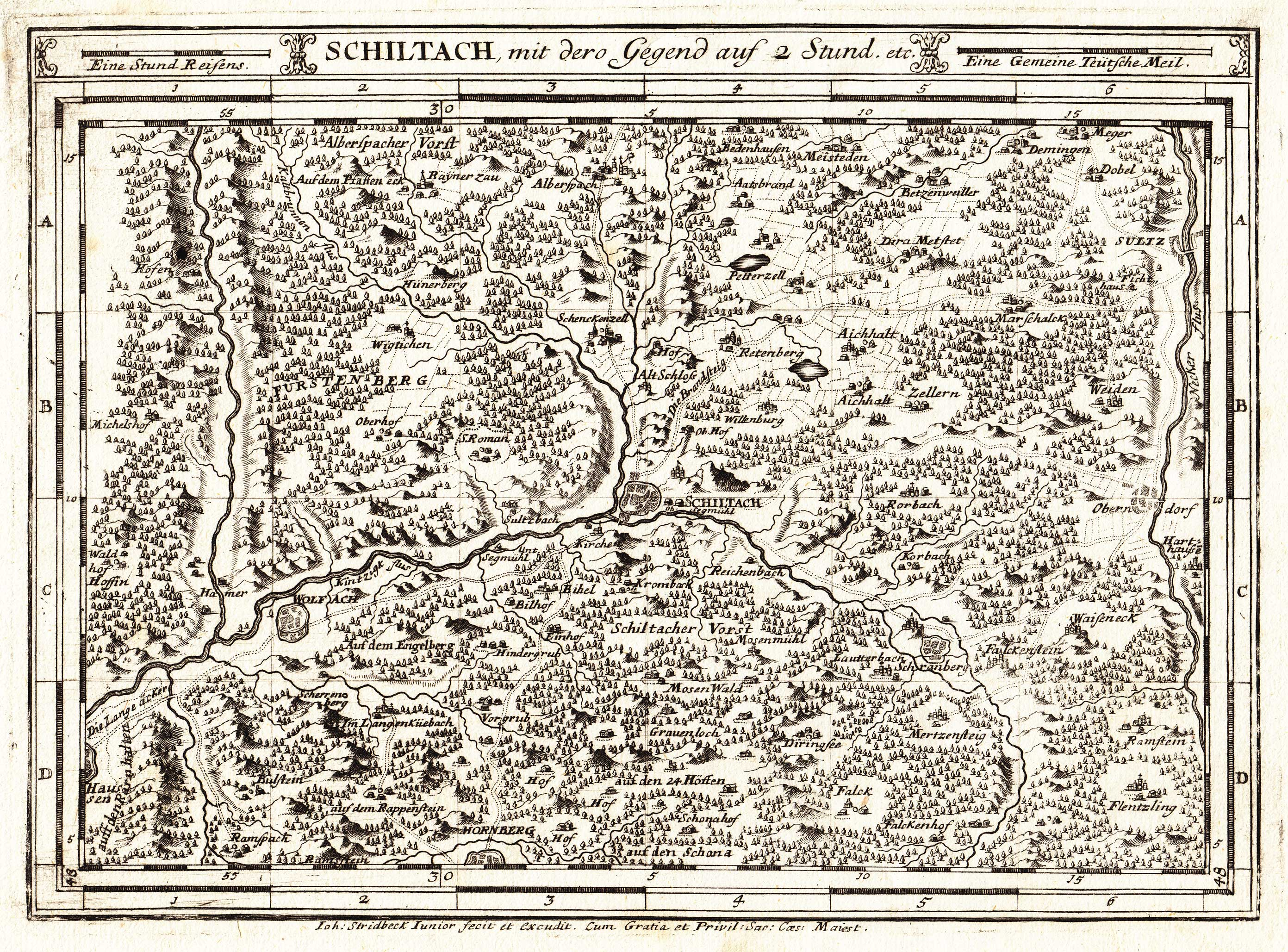
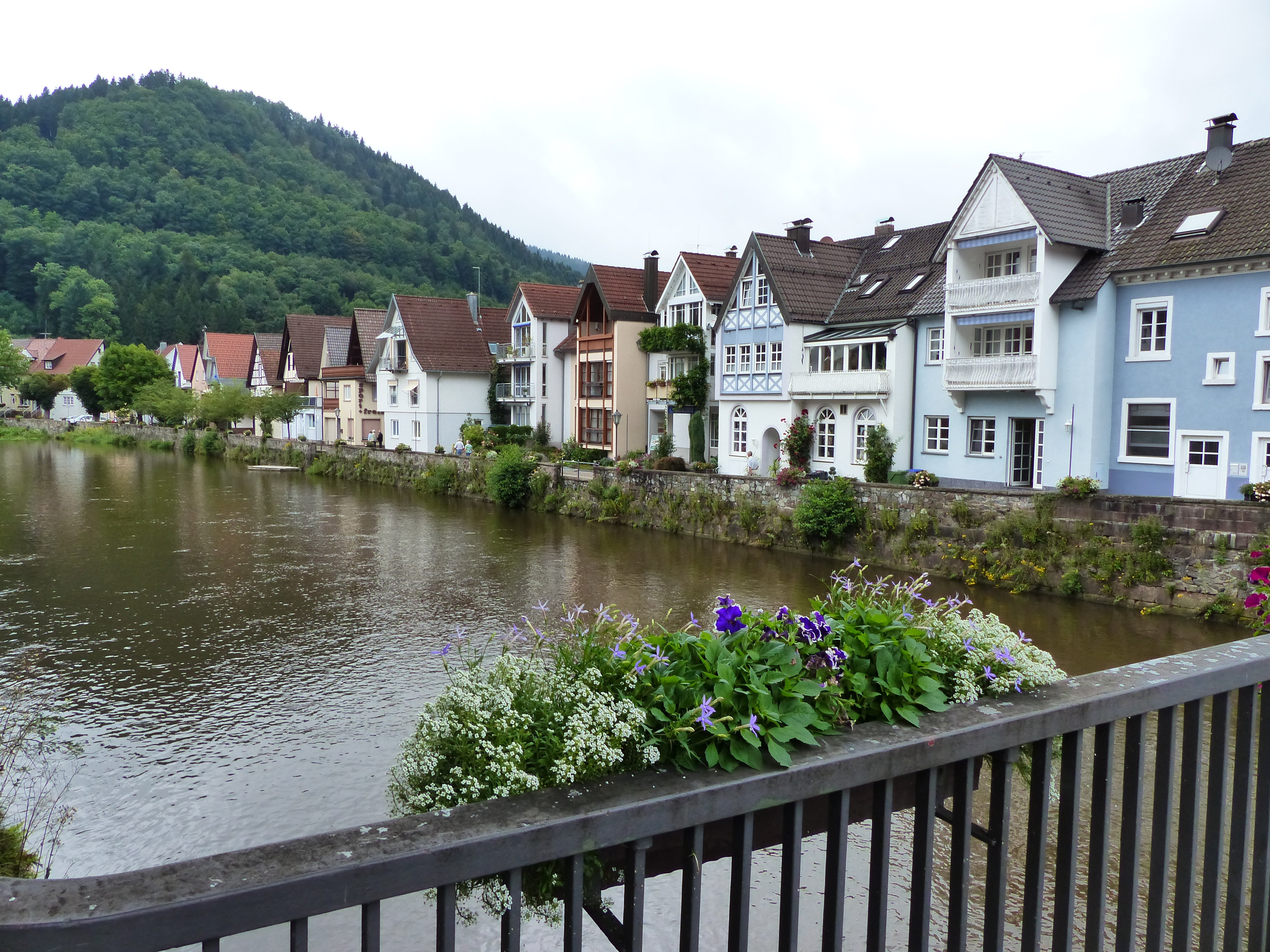
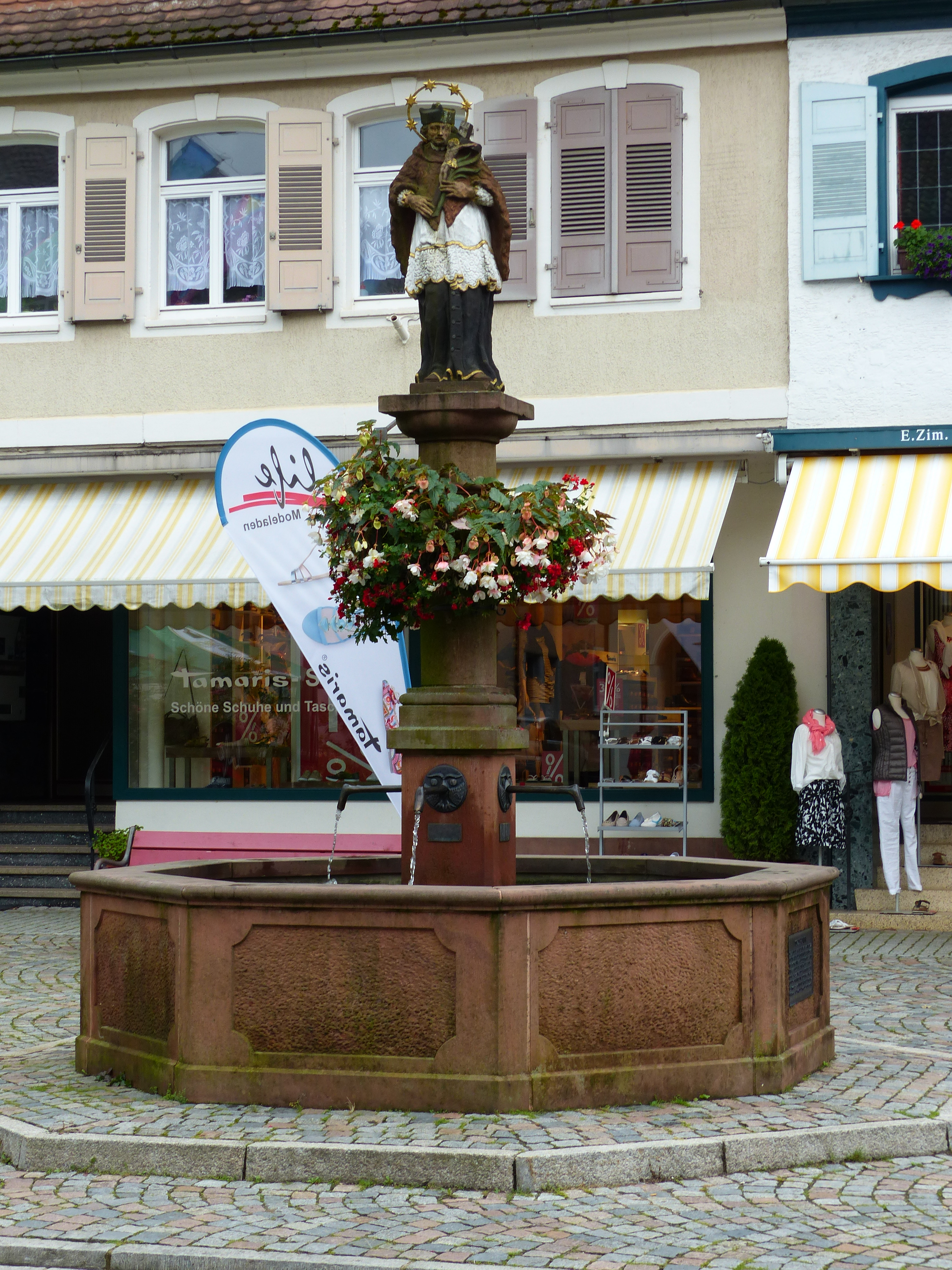